# Stefan Nielsen
Stefan Nielsen (født 5. april 1986) er en dansk håndboldspiller, der spiller for Mors-Thy Håndbold i Håndboldligaen. Han kom til klubben i 2015. Han har tidligere optrådt for Viborg HK og Skive fH.
I sine ungdomsår opnåede Nielsen adskillige kampe for de danske ungdoms-håndboldlandshold.

## Karriere
Han startede som 5-6 årig.